# Thelesperma
Thelesperma là một chi thực vật có hoa trong họ Cúc (Asteraceae).

## Loài
Chi Thelesperma gồm các loài: